# Snow-board la Jocurile Olimpice de iarnă din 2022 - Big air (masculin)
Proba de snow-board big air masculin de la Jocurile Olimpice de iarnă din 2018 de la Beijing, China a avut loc pe 14 și 15 februarie 2022 la Big Air Shougang.

## Program
Orele sunt orele Chinei (ora României + 6 ore).
| Dată         | Ora                                 | Rundă                                                    |
| ------------ | ----------------------------------- | -------------------------------------------------------- |
| 14 februarie | 13:30-14:14 14:15-14:59 15:00-15:45 | Calificări cursa 1 Calificări cursa 2 Calificări cursa 3 |
| 15 februarie | 13:00-13:20 13:22-13:42 13:45-14:05 | Finala cursa 1 Finala cursa 2 Finala cursa 3             |

## Rezultate calificări
C — Calificare în finală
Primii 12 sportivii s-au calificat în finală.
| Loc | Nr. de concurs | Ordine | Nume                | Țară                       | Manșa 1 | Manșa 2 | Manșa 3 | Total  | Note |
| --- | -------------- | ------ | ------------------- | -------------------------- | ------- | ------- | ------- | ------ | ---- |
| 1   | 1              | 1      | Max Parrot          | Canada                     | 78,25   | 86,50   | 26,50   | 164,75 | C    |
| 2   | 3              | 5      | Takeru Otsuka       | Japonia                    | 68,50   | 75,50   | 91,50   | 160,00 | C    |
| 3   | 2              | 3      | Red Gerard          | Statele Unite ale Americii | 75,50   | 80,00   | 78,75   | 158,75 | C    |
| 4   | 27             | 9      | Hiroaki Kunitake    | Japonia                    | 83,75   | 61,50   | 74,50   | 158,25 | C    |
| 5   | 23             | 8      | Su Yiming           | China                      | 92,50   | 62,75   | 28,00   | 155,25 | C    |
| 6   | 4              | 4      | Marcus Kleveland    | Norvegia                   | 87,75   | 63,75   | 61,25   | 151,50 | C    |
| 7   | 9              | 17     | Sven Thorgren       | Suedia                     | 80,75   | 70,25   | 33,75   | 151,00 | C    |
| 8   | 6              | 27     | Mark McMorris       | Canada                     | 81,50   | 65,75   | 65,75   | 147,25 | C    |
| 9   | 10             | 7      | Mons Røisland       | Norvegia                   | 31,25   | 80,00   | 66,50   | 146,50 | C    |
| 10  | 5              | 2      | Chris Corning       | Statele Unite ale Americii | 64,25   | 17,50   | 81,75   | 146,00 | C    |
| 11  | 19             | 19     | Niek van der Velden | Olanda                     | 79,00   | 60,00   | 63,75   | 142,75 | C    |
| 12  | 13             | 14     | Darcy Sharpe        | Canada                     | 29,00   | 77,50   | 64,50   | 142,00 | C    |
| 13  | 14             | 28     | Rene Rinnekangas    | Finlanda                   | 78,75   | 12,25   | 60,75   | 139,50 |      |
| 14  | 12             | 22     | Nicolas Huber       | Elveția                    | 64,25   | 75,00   | 24,75   | 139,25 |      |
| 15  | 25             | 11     | Kaito Hamada        | Japonia                    | 80,75   | 41,75   | 55,75   | 136,50 |      |
| 16  | 28             | 18     | Ståle Sandbech      | Norvegia                   | 69,50   | 15,50   | 66,50   | 136,00 |      |
| 17  | 11             | 21     | Sean FitzSimons     | Statele Unite ale Americii | 53,25   | 68,75   | 16,25   | 122,00 |      |
| 18  | 17             | 29     | Kalle Järvilehto    | Finlanda                   | 22,75   | 85,75   | 22,00   | 107,75 |      |
| 19  | 30             | 24     | Vlad Khadarin       | COR                        | 67,00   | 37,25   | 30,00   | 104,25 |      |
| 20  | 24             | 12     | Niklas Mattsson     | Suedia                     | 18,50   | 80,75   | 21,75   | 102,50 |      |
| 21  | 8              | 26     | Dusty Henricksen    | Statele Unite ale Americii | 23,00   | 72,75   | 20,75   | 93,50  |      |
| 22  | 29             | 6      | Emiliano Lauzi      | Italia                     | 23,50   | 80,75   | 12,25   | 93,00  |      |
| 23  | 18             | 13     | Tiarn Collins       | Noua Zeelandă              | 71,25   | 14,25   | 21,25   | 92,50  |      |
| 24  | 26             | 20     | Noah Vicktor        | Germania                   | 60,50   | 18,25   | 29,75   | 90,25  |      |
| 25  | 20             | 25     | Leon Vockensperger  | Germania                   | 66,00   | 24,00   | 17,25   | 90,00  |      |
| 26  | 7              | 15     | Sébastien Toutant   | Canada                     | 67,00   | 22,50   | 11,25   | 89,50  |      |
| 27  | 21             | 23     | Jonas Bösiger       | Elveția                    | 60,00   | 9,50    | 15,75   | 75,75  |      |
| 28  | 22             | 16     | Matthew Cox         | Australia                  | 56,25   | 19,00   | 13,75   | 70,00  |      |
| 29  | 15             | 10     | Ruki Tobita         | Japonia                    | 25,75   | 16,25   | 20,25   | 46,00  |      |

## Rezultate finală
| Loc | Nr. de concurs | Ordine | Nume                | Țară                       | Manșa 1 | Manșa 2 | Manșa 3 | Total  |
| --- | -------------- | ------ | ------------------- | -------------------------- | ------- | ------- | ------- | ------ |
| 1   | 23             | 8      | Su Yiming           | China                      | 89,50   | 93,00   | 33,00   | 182,50 |
| 2   | 10             | 4      | Mons Røisland       | Norvegia                   | 89,25   | 75,75   | 82,50   | 171,75 |
| 3   | 1              | 12     | Max Parrot          | Canada                     | 28,25   | 94,00   | 76,25   | 170,25 |
| 4   | 27             | 9      | Hiroaki Kunitake    | Japonia                    | 82,25   | 50,25   | 84,00   | 166,25 |
| 5   | 2              | 10     | Red Gerard          | Statele Unite ale Americii | 82,50   | 19,25   | 83,25   | 165,75 |
| 6   | 19             | 2      | Niek van der Velden | Olanda                     | 83,75   | 78,25   | 26,75   | 162,00 |
| 7   | 5              | 3      | Chris Corning       | Statele Unite ale Americii | 92,00   | 35,50   | 64,00   | 156,00 |
| 8   | 4              | 7      | Marcus Kleveland    | Norvegia                   | 87,75   | 62,25   | 39,00   | 150,00 |
| 9   | 3              | 11     | Takeru Otsuka       | Japonia                    | 17,25   | 95,00   | 33,75   | 128,75 |
| 10  | 6              | 5      | Mark McMorris       | Canada                     | 80,50   | 21,00   | 33,25   | 113,75 |
| 11  | 9              | 6      | Sven Thorgren       | Suedia                     | 25,25   | 67,00   | 21,50   | 88,50  |
| 12  | 13             | 1      | Darcy Sharpe        | Canada                     | 20,00   | 82,00   | 5,75    | 87,75  |